# 4:e divisionen (Tyskland)
4:e divisionen (tyska: 4. Division) var en tysk division som existerade mellan 1818 och 1919.

## Organisation vid första världskrigets utbrott
Förläggningsort inom parentes.
- 7:e Infanteribrigaden (Bromberg)
  - 14:e Infanteriregementet (3:e Pommerska) "Greve Schwerin" (Bromberg)
  - 149:e Infanteriregementet (4:e Västpreussiska) (Schneidemühl och Deutsch Krone)
- 8:e Infanteribrigaden (Gnesen)
  - 49:e Infanteriregementet (6:e Pommerska) (Gnesen)
  - 140:e Infanteriregementet (4:e Västpreussiska) (Hohensalza)
- 4:e Kavalleribrigaden (Bromberg)
  - 3:e Dragonregementet (Neumarkiska) "Friherre von Derffinger" (Bromberg)
  - 12:e Dragonregementet (2:a Brandenburgska) "von Arnim" (Gnesen)
- 4:e Fältartilleribrigaden (Bromberg)
  - 17:e Fältartilleriregementet (2:a Pommerska) (?)
  - 53:e Fältartilleriregementet (Hinterpommerska) (?)

## Befälhavare
| Grad            | Name                  | Tidsperiod             |
| --------------- | --------------------- | ---------------------- |
| Generallöjtnant | Günther von Pannewitz | 1912 - 2 november 1914 |